# Wiesbaden-Biebrich
Pour les articles homonymes, voir Biebrich.

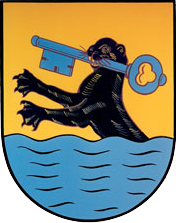
Le blasonnement de Biebrich

Biebrich est un quartier de la ville allemande de Wiesbaden (Hesse, Allemagne) et ancienne capitale du Duché de Nassau. Jusqu'en 1926, Biebrich était une ville indépendante avant d'être fusionnée à Wiesbaden. 
C'est dans ce quartier que se trouve le plus grand château de la ville, le château de Biebrich sur les bords du Rhin qui fut la résidence des ducs de Nassau.

## Géographie
Il est situé au nord-ouest du quartier Mainz-Mombach, de Mayence et ouest de Mainz-Amöneburg.

## Personnalités liées à la ville
- Wilhelm Heinrich Riehl (1823–1897), journaliste et romancier
- Wilhelm Ferdinand Kalle (1870–1954), homme politique
- Wilhelm Dilthey (1833–1911), philosophe et pédagogue
- Ludwig Beck (1880–1944), général, participant à l'attentat du 20 juillet 1944 contre Adolf Hitler
- Tony Sender (1888–1964), femme politique et journaliste, féministe et pacifiste
- Walther Gerlach (1889–1979)
- Erik Wolf (1902–1977), philosophe juridique
- Paul Kuhn (1928-2013), musicien
- Jürgen Grabowski (1944–2022), joueur de foorball
- Volker Schlöndorff (1939-), cinéaste